# Sidi Redouane (kommun)
Sidi Redouane (franska: Sidi Redouane (CR), Sidi Redouane (Commune Rurale), arabiska: الشراط) är en kommun i Marocko.   Den ligger i provinsen Ouezzane och regionen Tanger-Tétouan-Al Hoceïma, i den nordöstra delen av landet, 150 km nordost om huvudstaden Rabat. Antalet invånare är 20 774.